# Okres Gryfino
Okres Gryfino (polsky Powiat gryfiński) je okres v polském Západopomořanském vojvodství u hranic s Německem. Rozlohu má 1869,11 km² a v roce 2023 zde žilo 77 288 obyvatel. Sídlem správy okresu je město Gryfino.

## Gminy
Městsko-vesnické:
- Cedynia
- Chojna
- Gryfino
- Mieszkowice
- Moryń
- Trzcińsko-Zdrój

Vesnické:
- Banie
- Stare Czarnowo
- Widuchowa

## Města
- Cedynia
- Chojna
- Gryfino
- Mieszkowice
- Moryń
- Trzcińsko-Zdrój

## Sousední okresy
| Růžice kompasu | Ukerská marka       | Police        | Stargard  | Růžice kompasu |
| Růžice kompasu | Marecké Poodří      | Sever         | Pyrzyce   | Růžice kompasu |
| Růžice kompasu | Marecké Poodří      | Okres Gryfino | Pyrzyce   | Růžice kompasu |
| Růžice kompasu | Marecké Poodří      | Jih           | Pyrzyce   | Růžice kompasu |
| Růžice kompasu | Frankfurt nad Odrou | Myślibórz     | Myślibórz | Růžice kompasu |